# 批評の解剖
『批評の解剖』（ひひょうのかいぼう、英: Anatomy of Criticism）は、1957年に文学研究者・ノースロップ・フライによって発表された著作をさす。
1912年にカナダのケベック州で生まれたフライは、トロント大学とオックスフォード大学で英文学を修め、トロント大学の英文学教授となった。その研究業績は文学理論だけでなくシェイクスピアやエリオットなどを扱った作家研究や聖書研究にも及んでいる。本書はいくつかの部から成り立ち、「歴史批評　様式の理論」、「倫理批評　象徴の理論」、「原型批評　神話の理論」、「修辞批評　ジャンルの理論」から構成される。本書はそれまでの文学理論を総括しただけでなく、それぞれの作品が属する「ジャンル」に着目した文学理論を提唱したことで知られている。
フライは西欧の叙事文学の歴史において主人公の能力が低下しつつあることを指摘する。また文学作品における象徴には五つの相があり、音声的なパターンであるモチーフ、外面的な記述であるサイン、モチーフとサインを組み合わせたイメージ、反覆されるイメージであるアーキタイプ、そして普遍的、抽象的な象徴であるモナドに分類できる。この中でフライは文学の最も根源的なあり方とは比喩を現実に適応させた神話、すなわち聖典であると論じている。そして物語の文学には喜劇、ロマンス、悲劇、アイロニーという四つの範疇があり、これら範疇はそれぞれ認知、相克、破局、混沌という四つの神話の諸相に対応している。

## 書誌情報
- ノースロップ・フライ　『批評の解剖』　海老根宏・出淵博・山内久明・中村健二訳、法政大学出版局、1980年。